# Catalogo Collinder

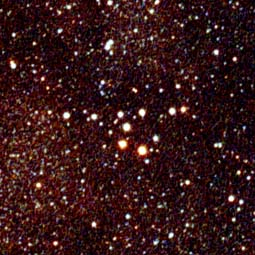
Collinder 399, uno degli ammassi aperti più famosi ad essere indicati con un numero di questo catalogo.

In astronomia, il Catalogo Collinder è un catalogo astronomico che conta 471 ammassi aperti visibili appartenenti alla Via Lattea. Fra i cataloghi di ammassi aperti è stato per lungo tempo il più completo; fu compilato dall'astronomo svedese Per Collinder e pubblicato nel 1931, come appendice del suo lavoro On Structural Properties of Open Galactic Clusters and Their Spatial Distribution (Le proprietà strutturali degli ammassi galattici aperti e la loro distribuzione nello Spazio). Gli oggetti di questo catalogo sono riportati sulle carte celesti con l'abbreviazione Cr + numero di catalogo (ad esempio, Cr 399), oppure, molto più raramente, Col + numero di catalogo; il sistema di numerazione segue l'ascensione retta degli oggetti elencati. In questo catalogo non sono compresi gli ammassi più lontani scoperti in epoca recente, come quelli vicini al centro galattico; tuttavia, riporta quasi tutte le associazioni stellari note.

## Oggetti
Alcuni degli oggetti più notevoli di questo catalogo sono:
- Collinder 14 (M103)
- Collinder 24 (nell'Ammasso Doppio di Perseo)
- Collinder 25 (nell'Ammasso Doppio di Perseo)
- Collinder 31 (M34)
- Collinder 39 (Associazione di Alfa Persei)
- Collinder 42 (Pleiadi)
- Collinder 50 (Iadi)
- Collinder 67 (M38)
- Collinder 69 (Ammasso di Lambda Orionis)
- Collinder 70 (Cintura di Orione)
- Collinder 71 (M36)
- Collinder 75 (M37)
- Collinder 82 (M35)
- Collinder 135 (Ammasso di π Puppis)
- Collinder 189 (Ammasso del Presepe)
- Collinder 204 (M67)
- Collinder 229 (Pleiadi del Sud)
- Collinder 238 (Ammasso Pozzo dei desideri)
- Collinder 256 (Ammasso della Chioma)
- Collinder 264 (Scrigno di gioielli)
- Collinder 285 (Gruppo dell'Orsa Maggiore)
- Collinder 302 (Gruppo di Antares, parte dell'Associazione Scorpius-Centaurus)
- Collinder 341 (M6)
- Collinder 354 (M7)
- Collinder 356 (M23)
- Collinder 363 (M21)
- Collinder 374 (M24)
- Collinder 382 (M25)
- Collinder 399 (Ammasso Attaccapanni)
- Collinder 422 (M29)
- Collinder 438 (M39)
- Collinder 455 (M52)

È da notare che, a causa di varie ragioni, ci siano alcune imprecisioni nella lista di Collinder o nei suoi riferimenti. Ad esempio, emerge che Cr 32 sia uguale a Cr 33; Cr 84 non è NGC 2175 come spesso viene riportato (quest'oggetto infatti è una nebulosa) ed è in effetti in dubbio cosa esattamente sia; la posizione di Cr 185 è 1' ad ovest e 10' a nord delle reali coordinate; Cr 249 è talvolta identificato come IC 2944, ma è in realtà solo l'ammasso associato a quest'oggetto, che in realtà è una regione H II; la posizione di Cr 275 è errata; Cr 371 non è NGC 6595; Cr 427 non è NGC 7023, trattandosi di una nebulosa, e di fatto non esiste; Cr 470 infine non è IC 5146.